# Jan Huruk
Jan Huruk (* 27. Januar 1960 in Orsk, Rudna) ist ein ehemaliger polnischer Langstreckenläufer, der sich auf die Marathondistanz spezialisiert hatte.
1988 gewann er den Rhein-Ruhr-Marathon, und 1989 wurde er Sechster beim Berlin-Marathon. Er siegte 1990 beim Marrakesch-Marathon sowie auf der 10-Kilometer-Strecke des Paderborner Osterlaufs; beim Vienna City Marathon wurde er Zweiter und beim Chicago-Marathon Sechster. Im folgenden Jahr wurde er Zweiter beim CPC Loop Den Haag, gewann erneut in Paderborn, gewann beim im Rahmen des London-Marathons ausgetragenen IAAF-Weltcup-Marathon Bronze, kam beim Marathon der Leichtathletik-Weltmeisterschaften in Tokio auf den vierten und beim Fukuoka-Marathon auf den achten Platz.
1992 qualifizierte er sich als Zweiter des London-Marathons für die Olympischen Spiele in Barcelona, bei denen er Siebter wurde. Zum Saisonabschluss kam er in Fukuoka auf den fünften Platz. Ebenfalls Fünfter wurde er im Jahr darauf beim Biwa-See-Marathon, und bei den Leichtathletik-Europameisterschaften 1994 in Helsinki belegte er Platz 13.
1995 wurde er Dritter beim Tokyo International Men’s Marathon und 1996 Vierter beim Peking-Marathon.
Im Freien wurde er 1987 im 10.000 m und 1992 im Halbmarathon polnischer Meister; in der Halle 1988 über 3000 m.
Jan Huruk ist 1,78 m groß und wog zu Wettkampfzeiten 63 kg. Er startete für Gryfa Słupsk.

## Persönliche Bestzeiten
- 3000 m: 7:55,05 min, 18. Juni 1989, Warschau
- 5000 m: 13:34,63 min, 30. Juli 1988, Sopot
- 10.000 m: 28:18,42 min, 20. Juni 1989, Grudziądz
- Halbmarathon: 1:02:17 h, 23. März 1991, Den Haag
- Marathon: 2:10:07 h, 12. April 1992, London